# Åkarp
Åkarp er et byområde mellem Malmø og Lund i det sydlige Skåne i Sverige.
Åkarp er beliggende i Burlöv Kommune med en lille del beliggende i Staffanstorps kommun, begge i Skåne Län. Stationsbyen ligger ved jernbanestrækningen mellem Malmø og Lund (se også: Pågatåg). Den har et areal på 3 km2
og et befolkningstal på 6.394 (2023) indbyggere. Byen består overvejende af villaer.